# تشارلي كولسن
تشارلي كولسن (بالإنجليزية: Charlie Coulson)‏ هو لاعب كرة قدم بريطاني في مركز الوسط، ولد في 11 يناير 1996 في Kettering ‏ في المملكة المتحدة. لعب مع نادي بيتربورو يونايتد.

## وصلات خارجية
- تشارلي كولسن على موقع قاعدة بيانات كرة القدم.إي يو (الإنجليزية)
- تشارلي كولسن على موقع Soccerbase.com (لاعب) (الإنجليزية)